# Laundonia
Laundonia is een monotypisch geslacht van korstmossen behorend tot de familie Teloschistaceae. Het geslacht bevat een soort, namelijk Laundonia ryukyuensis.